# The Christmas Burglars
The Christmas Burglars è un cortometraggio muto diretto e sceneggiato da David W. Griffith. Uscì nelle sale il 22 dicembre 1908. Tra gli interpreti, la piccola Adele DeGarde che, a nove anni, debutta come attrice cinematografica.

## Trama
Alla vigilia di Natale, la signora Martin, una povera vedova, non ha neppure un soldo per comperare qualcosa per la sua piccola Margie. A casa, la bambina decide di scrivere una letterina a Babbo Natale dove, dopo averla firmata, scrive anche il suo indirizzo. La mamma, intenerita, prende il biglietto e si reca al monte dei pegni, dove cerca di impietosire Mike, il gestore, offrendosi di impegnare la mantella. L'uomo, un cinico irlandese senza scrupoli, la butta fuori dal negozio ma poi trova sul pavimento il biglietto caduto alla donna. Quando lo legge, su di lui si opera un cambiamento: mette al lavoro tutti i suoi dipendenti che gli procurano un albero di Natale, dei giocattoli, delle decorazioni... Mike ingaggia poi una coppia di ladri che si introducono nella casa della signora Martin cloroformizzandola insieme a Margie. Mentre mamma e figlia sono addormentate, Mike allestisce l'albero di Natale. Poi, felice per il risultato ottenuto, si mette a ballare come un bambino, contemplando l'effetto del suo magnifico lavoro.
Al suo risveglio, la piccola Margie attribuisce alla sua lettera i regali di Babbo Natale che sono apparsi come per miracolo nella povera casetta, allontanandosi di poco dalla verità.

## Produzione
Prodotto dalla American Mutoscope and Biograph Company, venne girato al Greenwich Village di New York, tra la 8th Avenue e la 14th Street.

### Cast
- Adele DeGarde (1899-1972): Dopo questo suo debutto come attrice cinematografica, la piccola DeGarde continuò la sua carriera fino al 1918, girando tutti i suoi primi film con Griffith. Adele era, insieme all'altra attrice bambina Gladys Egan, una delle baby-star della Biograph.
- Gladys Egan (1900-1985): Benché all'epoca la piccola attrice avesse solo otto anni, aveva alle spalle una (quasi) lunga carriera di attrice: qui, infatti, è già al suo nono film.

## Distribuzione
Il copyright del film, richiesto dall'American Mutoscope and Biograph Co., fu registrato il 17 dicembre 1908 con il numero H120042.
Il film - un cortometraggi di undici minuti distribuito dall'American Mutoscope and Biograph Company - uscì nelle sale cinematografiche USA il 22 dicembre 1908.
Non si conoscono copie ancora esistenti della pellicola che viene considerata presumibilmente perduta
.